# بيل بيركنز
بيل بيركنز (بالإنجليزية: Bill Perkins)‏ (26 يناير 1876 في المملكة المتحدة - 1940 في المملكة المتحدة) هو لاعب كرة قدم بريطاني (وحمل سابقاً جنسية المملكة المتحدة لبريطانيا العظمى وأيرلندا) في مركز حراسة المرمى. لعب مع نادي لوتون تاون ونادي ليفربول ونادي نورثامبتون تاون ونادي كيترينغ تاون.